# Anita Dunn
Anita Babbitt Dunn, née le 8 janvier 1958, est une stratège politique américaine, conseillère principale du président américain Joe Biden. 
Auparavant, elle a été directrice  par intérim des communications de la Maison-Blanche sous la présidence Obama d’avril à novembre 2009. En outre, elle a été directrice générale de SKDK, une société de communication stratégique implantée à Washington, D.C, tout en maintenant des liens étroits avec l’administration de la Maison-Blanche. Elle a travaillé pour six campagnes présidentielles démocrates sur une période de 40 ans. Comme conseillère principale, elle intègre l'équipe de la transition présidentielle de Joe Biden puis travaille pour lui de plein exercice.

## Source
- (en) Cet article est partiellement ou en totalité issu de l’article de Wikipédia en anglais intitulé « Anita Dunn » (voir la liste des auteurs).